# La Motte-Saint-Martin
La Motte-Saint-Martin è un comune francese di 417 abitanti situato nel dipartimento dell'Isère della regione dell'Alvernia-Rodano-Alpi.

## Società

### Evoluzione demografica
Abitanti censiti